# Teatr na drodze
Teatr na drodze – album polskiego zespołu 2 plus 1, wydany w 1978 roku nakładem wytwórni Polskie Nagrania „Muza”.

## Ogólne informacje
Był to czwarty studyjny album 2 plus 1. Po mniej komercyjnej płycie Aktor był on powrotem do łatwiejszej w odbiorze muzyki pop-folk. Kompozytorem i aranżerem większości piosenek był Janusz Kruk, natomiast teksty napisali: Marek Dutkiewicz, Andrzej Mogielnicki, Ernest Bryll i Wojciech Młynarski. Na płycie pojawia się gościnnie Czesław Niemen, śpiewając w duecie z Elżbietą Dmoch „Balladę łomżyńską”, swoją kompozycję.
Płyta okazała się sukcesem, podobnie jak poprzednie wydawnictwa zespołu. Zawierała największy w karierze hit 2 plus 1 – „Windą do nieba”. Zespół promował album występując latem 1978 na festiwalu w Sopocie, gdzie zdobył I miejsce za wykonanie tego utworu. Nakręcono także promocyjny film muzyczny pod tym samym tytułem. Inne piosenki z płyty, które stały się przebojami, to „Ding-dong”, „Romanse za grosz” i „California mon amour”, również nagrana w języku hiszpańskim w 1979 roku.
W 2001 roku wydano reedycję albumu na płycie kompaktowej. Od wielu lat krążek ten nie jest wznawiany, dlatego stał się wśród fanów okazem unikatowym.

## Lista utworów
Strona A:
1. „Ding-dong”
2. „Windą do nieba”
3. „California mon amour”
4. „Dokąd idziesz, kochanie”
5. „U nas już po burzy”

Strona B:
1. „Romanse za grosz”
2. „Podobny do ludzi”
3. „Teatr na drodze”
4. „Ballada łomżyńska”
5. „O leli lo!”
6. „Komu w oczach słońce”

## Twórcy
2 plus 1:
- Elżbieta Dmoch – wokal, flet
- Janusz Kruk – wokal, gitara, pianino
- Cezary Szlązak – wokal, saksofon

Muzycy towarzyszący:
- Zbigniew Hołdys – gitara
- Andrzej Pawlik – gitara basowa
- Wacław Laskowski – perkusja
- Józef Gawrych – instrumenty perkusyjne
- Janusz Koman – fortepian Fendera
- Czesław Niemen – instrumenty klawiszowe, wokal